# Klub samotnych serc
Klub samotnych serc – trzeci singiel Urszuli promujący jej album Udar.

## Lista utworów
- "Klub samotnych serc" (4:23)
- "Dzięki" (4:01)

## Twórcy
- Urszula – śpiew, chórki
- Staszek Zybowski – gitary
- Jarek Chilkiewicz – gitara
- Wojtek Kuzyk – gitara basowa
- Sławek Piwowar – instrumenty klawiszowe
- Krzysiek Poliński – perkusja
- Ania Stankiewicz – chórki
- gościnnie: Wojtek Kowalewski

- Nagrania dokonano w VEGA STUDIO – listopad 2000
- Produkcja nagrania – Stanisław Zybowski
- Realizacja nagrania – Rafał Paczkowski
- MIX-STUDIO S-4 – Rafał Paczkowski
- Mastering – Grzegorz Piwkowski
- Organizacja koncertów – IMPRES JOT Krzysztof Kieliszkiewicz
- Fotografia – Robert Wolański
- Projekt graficzny – Waciak

## Listy przebojów
| Notowania                          | pozycja |
| ---------------------------------- | ------- |
| Lista Przebojów Programu Trzeciego | 19      |
| Szczecińska Lista Przebojów        | 62      |